# こじらせハスキー
こじらせハスキーは、太田プロダクションに所属する日本のお笑いコンビ。

## メンバー
- 橋爪 ヨウコ（はしづめ ようこ、1985年7月12日（39歳） - ）
群馬県前橋市出身。
血液型A型。公称サイズ:身長155cm、足22.5cm。
- ドイツ みちこ（本名:土居 美知子〈どい みちこ〉1978年1月21日（47歳） - ）
愛媛県宇和島市出身。
血液型A型。公称サイズ:身長156cm、足23.5cm。

※各メンバーの詳細はそれぞれの項目を参照

## 略歴・芸風
2人とも吉本総合芸能学院（NSC）東京校8期（2002年 - 2003年在学）出身。卒業後は2人とも吉本興業（よしもとクリエイティブ・エージェンシー）へ所属するも別々の道を行き橋爪は1人で、ドイツはコンビ『グリングリン(当時の相方は大久保薫（現・カシスプリン」）)』、その後2006年4月からトリオ『ライオンパンチ』として活動。2007年9月20日にライオンパンチが解散後はピン芸人となる。
その後は2人ともよしもとを離れ、橋爪はサンズエンタテインメントへ、ドイツは2010年4月に三木プロダクションに移籍。橋爪は同じくサンズに所属していた井本みさおとのコンビ『ローハイズ』を結成。ローハイズは井本が2008年2月20日をもってサンズを退社したことにより実質コンビを解消、その後は再びピン芸人として活動していた。橋爪は2010年2月28日付けでサンズエンタテインメントを円満退社し、2011年より太田プロダクション所属となる。
橋爪曰く、なかなか結果が出ないので芸人をやめようかなと思っていた時に、自分はずっとコンビ志望だったことを思い出し、「同期で絶対に何があろうと芸人をやめないだろう」と思ったドイツとコンビを組み、後にこの2人でライブへ出演し、一緒にネタ披露などをすることが多くなる（なお、この2人はかつてルームシェアもしていた）。2014年、正式に現在のコンビを結成。それに伴ってドイツも太田プロに所属が決まる。同年『第6回仙台お笑いコンテスト』で決勝進出。2015年『第7回仙台お笑いコンテスト』で「サンドウィッチマン賞」受賞。2016年1月2日のNHKラジオ第1放送『新春おめでた!しゃべくり一直線』で優勝し、「しゃべくり王」を受賞。2016年7月28日、2017年1月2日の同番組でもそれぞれしゃべくり王に選ばれ3連覇を達成。同番組の殿堂入りを果たす。
ネタは漫才、コントともに演じている。コントのネタは“漫才風コント”とも言われている。自ら（2人とも）声が嗄れていると話している。またドイツは水前寺清子のものまねが持ちネタであり、BSフジ『水前寺清子情報館』で水前寺本人と共演したこともある。
これまで『こじらせライブ』『恵比寿aimライブ』『女女女ライブ』『昼から寄席』と、主催ライブを多く持っている。

## 出演
それぞれの単独出演については橋爪ヨウコ#出演、ドイツみちこ#出演の各節を参照。

### テレビ
- コサキン・天海の超発掘!ものまねバラエティー マネもの（フジテレビ）- 2015年3月26日（第3回）初出演
（余貴美子(橋爪)・夏木マリ(ドイツ)によるドラマ『ファーストクラス』のまねで出演[13]）
- PON!（日本テレビ）- 2015年10月1日「お笑い数うちゃPON!」コーナー
- 前略、西東さん（中京テレビ放送）- 2015年11月28日深夜
- Momm!!（TBS）- 2016年12月6日
- 新・週刊フジテレビ批評（フジテレビ）- 2016年12月24日、2017年2月25日 橋爪のみ「テレビ大好き芸人」としてコメンテーター出演
- 水曜日のダウンタウン（TBS）2016年2月22日 橋爪のみ、50音の中から何を言われてもさだまさしのミニエピソードを言える特技で出演
- 東京オーディション(仮)（TOKYO-MX）2017年4月3日　2018年1月15日ネタコーナー出演
- 一夜づけ日曜版（テレビ東京）- 2017年4月23日 ドイツのみ、ラップ大好き芸人としてMCバトルに参戦
- ウチのガヤがすみません!（日本テレビ）- 2017年5月2日初出演
- ガリケル（讀賣テレビ放送）
- 水前寺清子情報館（BSフジ）
- ウチのガヤがすみません!（日本テレビ）- 2018年4月10日出演
- バクモン学園（テレビ朝日）- 2017年5月22日初出演
- スマートフォンデュ（テレビ朝日）- 2018年10月26日[14]
- 知らなくて委員会（北海道放送（HBCテレビ））- 2022年7月27日[15]

### ラジオ
- はみだし しゃべくりラジオ キックス（山梨放送）- 2015年10月28日
- しゃべくり一直線（NHKラジオ第1放送）- 2016年1月2日、7月28日、2017年1月2日（いずれも優勝「しゃべくり王」に選ばれ、殿堂入り）
- こじらせハスキーのおっとろしやラジオ（FMがいや）- 2016年8月7日放送開始[16]
- ミクチャ X ラジオ大阪　若手芸人冠番組争奪戦『こじらせハスキーのこじらせすぎて！』（ラジオ大阪）- 2022年7月7日〜7月28日[17]。

### CM
- サンヨー食品「サッポロ一番」[18]（2019年8月～）